# 紅孩兒市場

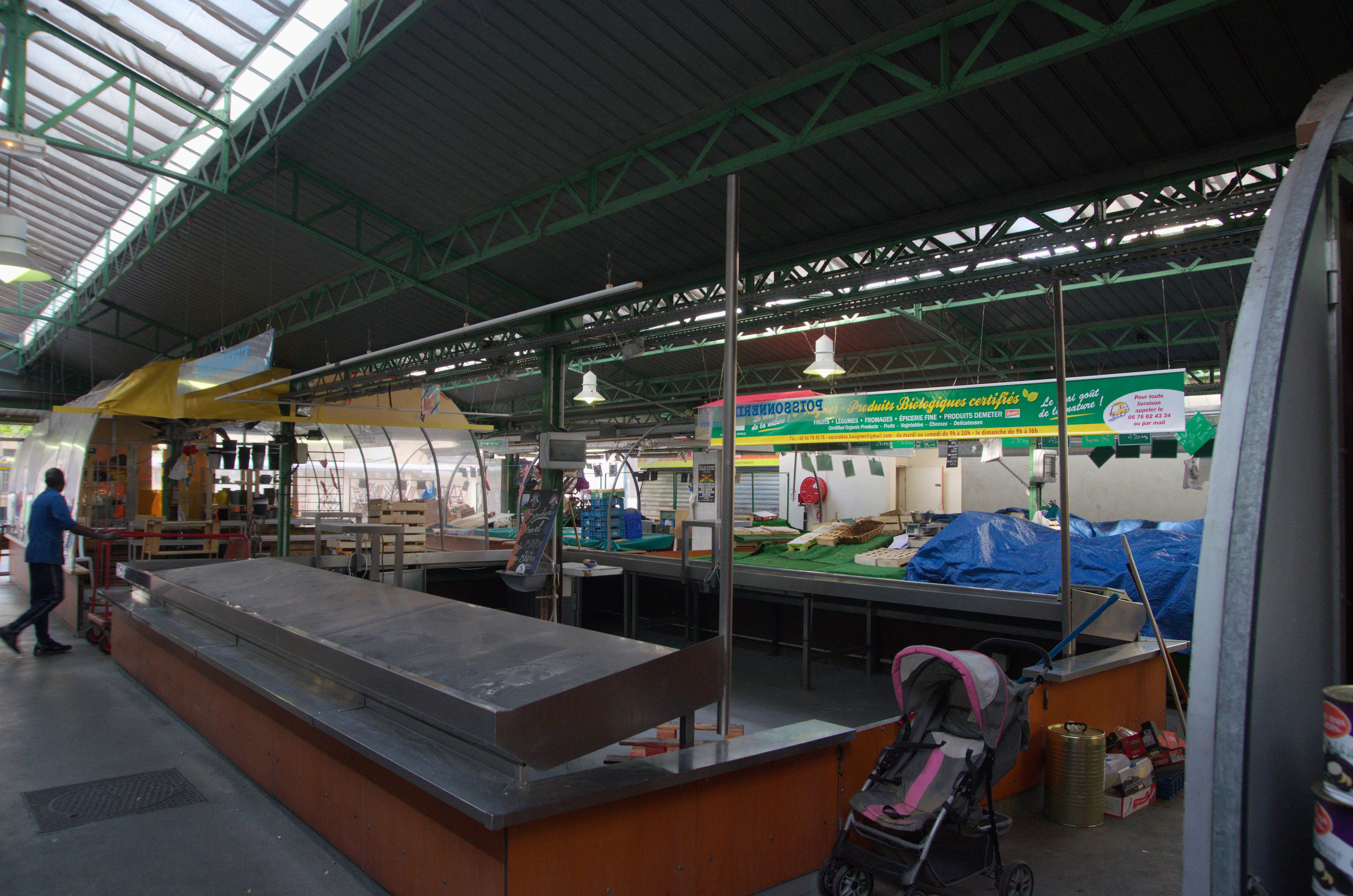
关闭后的红孩儿市场

紅孩兒市場（Marché des Enfants Rouges）是法國巴黎最古老的室內市場 。紅孩兒市場成立於17世紀初，位於39 Rue de Bretagne。
紅孩兒指的是附近的一所孤兒院，他們身上的衣服以紅色為主。市場販賣新鮮的水果、蔬菜、花卉、麵包、餐館。